# RS-24 (Rakete)
Die RS-24 „Jars“ bzw. „Yars“ (russisch РС-24 Ярс) ist eine silogestützte/mobile ballistische Interkontinentalrakete aus russischer Produktion. Der Systemindex der Streitkräfte Russlands lautet 15P180 und 15P181. In den START-Verträgen ist sie als RS-12M2R aufgeführt. Die Raketen werden mit 15Sch55M und 15Sch65M bezeichnet. Das Startfahrzeug trägt die Bezeichnung 15U175M und der NATO-Codename lautet SS-27 Mod. 2 Sickle-B. Die RS-24 ist eine Weiterentwicklung der RS-12M2 Topol-M (NATO-Codename SS-27 Sickle-B), welche mit Mehrfachsprengköpfen bestückt ist.

## Entwicklung
Die RS-24 wurde vom Westen weitgehend unbeobachtet entwickelt. Sie basiert auf dem Entwurf der Interkontinentalrakete RS-12PM-OS Universal. Bei dieser Rakete handelte es sich um eine abgeänderte RS-12M Topol (SS-25 Sickle), die mit einer neuen Gefechtskopfsektion für bis zu sechs MIRV-Sprengköpfe bestückt war. Dieses Projekt wurde Anfang der 1990er-Jahre nach dem Zerfall der Sowjetunion abgebrochen und nicht weiterverfolgt. Mitte der 2000er-Jahre wurde die Gefechtskopfsektion der RS-12PM-OS Universal so modifiziert, dass sie auf eine RS-12M2 Topol-M aufgesetzt werden konnte. Die so entstandene Rakete wird als RS-24 „Jars“ bzw. RS-24 „Yars“ bezeichnet.
Nachdem bereits die Ursprungsversion RS-12M Topol (NATO-Codename SS-25 Sickle) am 30. Mai 1983 mit MIRV-Sprengköpfen getestet wurde, vermeldete im Dezember 2006 Nikolai Solowzow, der Oberbefehlshaber der Strategischen Raketentruppen Russlands, dass die Weiterentwicklung RS-12M2 Topol-M ebenfalls mit MIRV-Sprengköpfen bestückt werden könne. Westliche Medien waren überrascht, als am 29. Mai 2007 eine solche Rakete getestet wurde. Bei diesem Test wurde eine RS-24-Rakete in Kosmodrom Plessezk gestartet und erreichte weniger als eine halbe Stunde später ihr Ziel auf der Halbinsel Kamtschatka, 5300 km weiter östlich. Zwei weitere erfolgreiche Testflüge von Plessezk gab es am 25. Dezember 2007 sowie am 26. November 2008. Im Juli 2010 gab das russische Verteidigungsministerium bekannt, dass die ersten drei RS-24-Raketen den Strategischen Raketentruppen Russlands übergeben und auf der Raketenbasis Teikowo stationiert wurden. 
Am 23. Oktober 2023 erfolgte vom Kosmodrom Plessezk von einer mobilen Startplattform ein weiterer Start. Die Gefechtskopfattrappen trafen angeblich planmäßig Ziele auf dem Raketentestgelände Kura, auf der Halbinsel Kamtschatka.

## Technik
Die RS-24-Raketen können in Raketensilos stationiert werden oder auf den geländegängigen 16×16-LKW vom Typ MZKT-79221 platziert und von diesem gestartet werden. Jedes Fahrzeug ist mit einer Rakete bestückt. Die Rakete wird kalt gestartet. Mittels Gasdruck wird sie aus dem zylinderförmigen Abschussbehälter auf eine Höhe von ca. 30 m ausgestoßen. Erst dann zündet die erste Raketenstufe. Der Raketenstart kann aus der Garage für das Startfahrzeug erfolgen, die ein teilbares Schiebedach hat, alternativ von eingemessenen Geländepunkten entlang einer festgelegten Patrouillenroute oder von beliebigen Punkten im Gelände. Das mobile System ist schnell verlegbar und daher schwierig zu lokalisieren. Somit ist eine präventive Zerstörung nur schwierig realisierbar. Für den Raketenstart wird eine Vorbereitungszeit von wenigen Minuten benötigt.
Über die RS-24-Raketen gibt es nicht viele gesicherte Daten und diese sind zum Teil auch irreführend. Es wurden zwei Raketentypen entwickelt: Die 15Sch55M-Rakete für den Start vom LKW und die 15Sch65M-Rakete für den Start aus einem Silo. Die RS-24-Rakete wird im Maschinenbauwerk Wotkinsk produziert und verwendet die Antriebstechnik der ab 1991 entwickelten RS-12M2 Topol-M. Sie hat drei Hauptantriebstufen mit Feststoff-Raketentriebwerken. Die vierte Antriebsstufe für den Wiedereintrittskörperträger (englisch Post Boost Vehicle) verfügt über ein kleines Feststoff-Raketentriebwerk zur Lageregelung. Die Antriebsstufen sind übereinander angebracht und zünden der Reihe nach. Die erste Stufe hat einen Durchmesser von 1.950 mm, die zweite 1.610 mm und die dritte 1.580 mm. Die Steuerung erfolgt über vier Strahlruder am Raketentriebwerk. Die Lenkeinheit besteht aus einem Trägheitsnavigationssystem, einem Empfänger für das Globale Navigationssatellitensystem GLONASS und einem digitalen Computer. Die RS-24 soll mit 3–4 MIRV-Sprengköpfen mit einer Sprengleistung von jeweils 100–300 kT bestückt sein. Die RS-24-Rakete soll einen Streukreisradius (CEP) von unter 250 m erreichen.

## Versionen
- RS-24 Jars-S (15P180): Mobile Version, installiert auf einem 15U175M-LKW mit Rakete 15Sch55M-Rakete. NATO-Codename SS-27 Mod. 2 Sickle-B.[12]
- RS-24 Jars-M (15P181): Silogestützte Version mit 15Sch65M-Rakete. NATO-Codename SS-27 Mod. 3 Sickle-B.[9]

## Politik
Die Stationierung der RS-24 wurde von Beobachtern als Antwort auf die damals angekündigten US-amerikanischen Raketenabwehrstationen in Polen und Tschechien gedeutet (vgl. Active Layered Theatre Ballistic Missile Defence). Politisch wurde die Stationierung auch als russische Machtdemonstration zur Ratifizierung des Abrüstungsvertrag über Konventionelle Streitkräfte in Europa (KSE) gesehen, der allerdings nach ergebnislosen Verhandlungen in Wien vom russischen Präsidenten Wladimir Putin am 14. Juli 2007 ausgesetzt worden war. Putin hatte im Februar 2007 bei der 43. Münchner Sicherheitskonferenz eine aggressive Rede gehalten.
Andererseits hatten bei der Einführung der RS-24 viele der russischen Interkontinentalraketen wie z. B. die UR-100N, R-36M und RS-12M ihre ursprünglich geplante Nutzungsdauer überschritten und mussten ersetzt werden. Die RS-24 konnte als schnell realisierbare und relativ kostengünstige Weiterentwicklung der Topol-Rakete diese alten Interkontinentalraketen ohne großes Entwicklungsrisiko ersetzen.

## Status
Anfang 2025 befanden sich rund 180 RS-24-Raketen in der mobilen und rund 26 RS-24-Raketen in der silogestützten Version im Dienst der Strategischen Raketentruppen Russlands. Die mobilen Raketen sind in Barnaul, Teikowo, Nischni Tagil, Joschkar-Ola, Irkutsk, Nowosibirsk sowie Vypolzovo stationiert. Die silogestützten Raketen sind in ausgedienten UR-100N-Raketensilos in Koselsk stationiert.